# Хронология на Френската революция от 1789 г.
Хронология на основните събития във Френската революция

## 1788
- 8 август: Кралската хазна е празна, Парижкият парламент отказва да реформира данъчната система и настоява за свикване на Генералните щати, които не са свиквани от 1614, кралят обещава да ги свика през май 1789
- 16 август: Хазната спира плащането по държавните дългове.
- 25 август: За министър на финансите е назначен Жак Некер, популярен сред третото съсловие.
- 27 декември: Въпреки съпротивата на благородниците, Некер успява да постигне удвояване на броя депутати от третото съсловие

## 1789
- крал Луи XVI през 1777
- Кралят открива заседанието на Генералните щати (5 май 1789)
- абат Сийес
- Клетвата на тенис корта (20 юни 1789)

- януари: абат Сийес издава прочутия си памфлет „Какво е третото съсловие?“
- 24 януари: Кралски указ за избор на делегати на Генералните щати[1]
- март-април: Продоволствени вълнения в Прованс, Камбрези и Пикардия. Вълнения на работниците в парижкото предградие Сент Антоан
- 5 май: Откриване на Генералните щати във Версай
- 17 юни: Депутатите на третото съсловие се провъзгласяват за Национално събрание
- 20 юни: Клетвата на тенис корта
- 27 юни: Кралят заповядва на депутатите от другите две съсловия да се присъединят към третото

### юли –Превземането на Бастилията
- Сблъсъци между наемни германски гвардейци и френски войници в Париж (12 юли 1789)
- Щурм на Бастилията (14 юли 1789)
- Тълпата разнася отрязаните глави на де Люне и де Флесел (14 юли 1789)
- Щурм на кметството в Страсбург (19 юли 1789)

- 6 юли: Националното събрание сформира комисия от 30 члена за написването на конституция.
- 8 юли: Депутатът граф Мирабо издига искане кралските войски да бъдат изведени от Париж и да се създаде нова гражданска гвардия.
- 9 юли: Националното събрание се провъзгласява за Учредително събрание
- 11 юли: Крал Луи XVI внезапно уволнява Некер. Парижани започват бунтове, като изгарят омразните митнически бариери и разграбват един манастир. Сблъсъци между кралската германска кавалерия и тълпата пред двореца Тюйлери, при които френските войници вземат страната на бунтовниците.
- 13 юли: Националното събрание започва перманентна сесия. В парижкото кметство градските лидери започват да формират управляващ комитет и въоръжена милиция.
- 14 юли: Щурмът на Бастилията: голяма тълпа обкръжава крепостта, в която има само седем затворника, но се съхраняват големи запаси оръжие и барут. След неколкочасова обсада комендантът де Люне решава да предаде крепостта и при излизането му е убит. Тълпата убива и Жак де Флесел, провост на парижките търговци..
- 15 юли: Жан Силвен Байи, астроном и математик, е назначен за кмет на Париж, а маркиз дьо Лафайет е назначен за командир на новосъставената Национална гвардия.
- 16 юли: Кралят връща Некер на поста му и изтегля кралските войски от центъра на Париж. Новоизбраната Парижка комуна гласува да се разруши Бастилията. Подобни комитети за управление и местни милиции са сформирани в Лион, Рен и други големи градове.
- 17 юли: Кралят посещава парижкото кметство, където е посрещнат от Байи и Лафайет. Демонстративно приема трицветната кокарда, символ на революцията. Предугаждайки събитията, някои благородници започват да емигрират, сред тях са братята на краля.
- 28 юли: Начало на „Великия страх“ по селата – движение на колективна паника, което прераства в аграрен бунт.
- 28 юли: Жак-Пиер Брисо започва да издава вестник Le Patriote français, който става знаме на революционното течение, известно като жирондисти.

### Август –Декларация за правата на човека и гражданина
- 4 август: Кралят назначава правителство от министри-реформатори в подкрепа на Некер. Учредителното събрание премахва привилегиите и част от феодалните права на благородниците.
- 7 август: Жан-Пол Марат отхвърля реформите от 4 август като недостатъчни и призовава за по-радикални действия. Той става водач на най-революционната група – санкюлотите.
- 23 – 24 август: Учредителното събрание провъзгласява свобода на вероизповеданията и свобода на словото.
- 26 август: приета е Декларация за правата на човека и гражданина, изготвена основно от Лафайет
- 28 – 31 август: Учредителното събрание дебатира дали кралят да има право на вето в законодателната дейност. Камий Демулен се обявява против и се опитва да вдигне въстание и да застави краля да се завърне в Париж, но не успява. Конституционната комисия предлага двукамарен парламент и кралско вето.
- 11 септември: Кралското вето е прието
- 15 септември: Демулен публикува радикалния памфлет Discours de la lanterne aux Parisiens, който оправдава политическото насилие и разбунва парижани.
- 16 септември: Първи брой на вестника на Марат L'Ami du peuple, в който се проповядва радиална социална и политическа революция.
- 19 септември: избрана е нова градска асамблея на Париж с 300 членове, избрани по райони.
- 1 октомври: на банкет на кралската гвардия във Версай (banquet des Gardes du Corps du Roi) посетен и от кралското семейство, военните носят бяла кокарда. В Париж се носи скандалният слух, че трицветната кокарда е стъпкана.

### Октомври –Поход към Версай
- 5 – 6 октомври: Поход на недоволни от оскъдицата жени към Версай с искане за хляб. Последвани са от Националната гвардия начело с Лафайет, който полага усилия да защити краля. Народът настоява кралят да се премести в Париж със семейството си. Кралската карета се отправя към Париж, заобиколена от тълпата. Настанени са в двореца Тюйлери.
- 10 – 12 октомври: Националното събрание също решава да премести заседанията си в Париж. Кралската титла е променена от „Крал на Франция и Навара“ на „Крал на французите“. Жозеф-Игнаций Гилотин, лекар и член на събранието, предлага нов, хуманен начин за публична екзекуция – гилотината.
- 19 октомври: Първо заседание на Учредителното събрание в Париж.
- 21 октомври: Учредителното събрание въвежда военно положение, за да се предотвратят бъдещи бунтове.
- 2 ноември: Събранието гласува църковните имоти да се поставят на разположение на нацията и част от тях са дадени за продажба.
- 9 ноември: Събранието се мести в Манежа, бивше училище по езда в близост до двореца Тюйлери.
- 28 ноември: Започва да излиза седмичникът на Демулен Histoire des Révolutions de France et de Brabant, насочен срещу роялистите и аристократите.
- 9 декември: Събранието решава да раздели Франция на департаменти вместо старите провинции.
- 19 декември: въвеждат се асигнати, гарантирани с националните имоти.
- 24 декември: Събранието признава на протестантите правото да заемат публични длъжности; евреите все още нямат това право.
- края на 1789 – учреден е Якобинският клуб

## 1790Учредяване на политическите клубове
- Жан-Пол Марат
- Заседание на Националното събрание (4 февруари 1790)
- Празникът на федерацията (14 юли 1790)

- 22 януари: парижката общинска полиция се опитва да арестува Марат заради атаките му срещу правителството, но тълпа санкюлоти го предпазва и той бяга в Лондон. Завръща се след няколко месеца.
- февруари: Събранието забранява религиозните обреди и религиозните ордени
- 23 февруари: Енорийските свещеници (кюретата) се задължават да оповестяват декретите на Събранието.
- 28 февруари: Отменено е изискването офицерите в армията да са от благородно потекло
- март: общините получават право да продават църковни имоти. Папата в тайна була заклеймява Декларацията за правата на човека
- март-април: серия от про-католически и антиреволционни бунтове в провинцията в знак на протест срещу мерките против църквата
- април – учреден е Клуб на корделиерите
- 22 май: Събранието решава, че само то може да взема решение за война или мир, но обявяването на война може да стане само със санкция на краля.
- 19 юни: Събранието отменя титлите, ордените и други привилегии на наследствените благородници.
- 12 юли: приета е „Гражданска конституция на духовенството“
- 14 юли: празник на Националната федерация в Париж на Марсово поле. Присъстват кралят и кралицата, Националното събрание, правителството и много хора. Лафайет и неговите войски полагат гражданска клетва да са верни на нацията, закона и краля. Този празник е последното събитие, обединило всички различни фракции.
- 31 юли: Събранието се обявява срещу Марат и Демулен, които призовават към революционно насилие.
- август: Събранието учредява мирови съдии вместо предишните съдилища, ръководени от благородниците.
- август: Асигнациите са обявени за книжни пари
- 4 септември: Некер е уволнен. Хазната преминава под управлението на Националното събрание.
- 21 октомври: Белият флаг и лилията, емблема на френската монархия, са заменени с трикольора синьо, бяло, червено.
- 27 ноември: Декрет, задължаващ всички духовници да положат клетва пред „Гражданската конституция“.

## 1791Неуспешното бягство на краля
- Граф Мирабо (1791)
- маркиз дьо Лафайет през 1791
- Кралят и семейството му са разпознати и арестувани във Варен (21 юни 1791)
- Крал Луи XVI се завръща в Париж след опита за бягство (25 юни 1791)
- Националната гвардия стреля срещу демонстранти на Марсово поле (17 юли 1791)
- Конституцията от 1791 г.

- 1 януари: Граф Мирабо е избран за председател на Събранието
- 3 януари: На свещениците е даден срок от 24 часа да положат клетва. Болшинството духовници, членове на Учредителното събрание, отказват.
- 19 февруари: Лелите на краля, известни като Mesdames заминават в изгнание.
- 24 февруари: Църковната йерархия се подменя с „конституционни“ епископи (които са положили клетва пред Гражданската конституция).
- 2 март: Отменени са традиционните търговски гилдии.
- март: Събранието нарежда църковното сребро да бъде претопено и продадено, за да се съберат средства. Папа Пий VI заклеймява Гражданската конституция на духовенството и малко по-късно дипломатическите отношения между Франция и Ватикана са прекъснати
- 2 април: Умира граф Мирабо.
- 3 април: Новата църква „Св. Женевиев“, все още неосветена, е превърната в Пантеон, мавзолей на бележити французи. След месец там са положени останките на Мирабо, а малко по-късно и на Волтер.
- 18 април: За Великден Националната гвардия не допуска кралското семейство да посети замъка Сен Клу извън Париж, въпреки заповедите на Лафайет
- 16 май: Прието е предложението на Робеспиер членове на текущото Събрание да се кандидатират за следващото (Законодателно събрание).
- 14 юни: Събранието приема закона Льо Шапелие, който забранява корпорациите, профсъюзите и стачките.
- 20 – 21 юни: Кралското семейство прави опит за бягство от Париж към крепостта Монмеди, но е разпознато и арестувано във Варен.
- 25 юни: Крал Луи XVI се завръща в Париж след опита за бягство.
- 5 юли: Леополд II, брат на Мария Антоанета, призовава кралете в Европа да се притекат на помощ на Луи XVI.
- 9 юли: Събранието постановява емигрантите (émigrés) да се завърнат във Франция в срок от два месеца, в противен случай ще загубят имотите си.
- 15 юли: Националното събрание постановява, че кралят е неприкосновен и не може да бъде съден. Той обаче е освободен от задълженията си до приемането на нова конституция.
- 16 юли: По-умерените якобинци основават нов клуб, на фьойаните.
- 17 юли: Якобинци, корделиери и техни съмишленици, организират демонстрация на Марсово поле с петиция за премахването на кралската институция. Парижката община вдига червено знаме, знак за военно положение, и забранява демонстрацията. Националната гвардия, командвана от Лафайет, стреля срещу демонстрантите и около 50 души загиват.[2]
- 18 юли: След събитията на Марсово поле Събранието забранява действията, подбуждащи към размирици или неподчинение на закона, включително публикациите в този дух. Марат се укрива, а Дантон заминава за Англия.
- 27 август: Съвместна декларация на Прусия и Австрия в подкрепа на възстановяването на реда във Франция и на монархията („Декларация от Пилниц“).
- 3 септември: Приета е първата френска конституция
- 14 септември: Крал Луи XVI полага клетва за вярност пред конституцията
- 27 септември: Събранието постановява, че всички хора, живеещи във Франция, независимо от цвета на кожата, са свободни, но робството в колониите се запазва.
- 29 септември: Постъпването в Националната гвардия се ограничава само за онези, които плащат определени данъци
- 30 септември: Учредителното събрание се саморазпуска, обявявайки амнистия за онези, наказани по политически причини от 1788 г.
- 1 октомври: Новото Законодателно събрание провежда първото си заседание.
- октомври: В Париж научават за Хаитянското въстание на робите на остров Сен Доменг (Хаити), предвождано от Лувертюр
- 9 ноември: Декрет на събранието против емигрантите (émigrés).
- 29 ноември: Декрет на събранието против незаклетите свещеници. Кралят налага вето на двата декрета.
- декември: Разделение на Якобинския клуб на брисотинци и робеспиеристи по въпроса за войната.
- 14 декември: Лафайет е назначен за командващ на една от трите нови армии – Армията на центъра, с щаб в Мец. Другите две се командват от Рошамбо (Северната армия) и Николас Люкнер (Рейнската армия).
- 28 декември: Събранието призовава масов набор на войници за защита на френските граници.

## 1792– Война и сваляне на монархията
- Санкюлоти нахлуват в двореца Тюйлери. Кралят е заставен да сложи фригийска шапка и да вдигне наздравица за нацията (20 юни 1792)
- Въстаници завладяват двореца Тюйлери и убиват швейцарски гвардейци (10 август 1792)
- Септемврийските кланета на затворници в Париж (2 – 7 септември 1792)
- Френска победа в битката при Валми (29 септември 1792)

- януари-март: Селски бунтове срещу недостига на храни; в Париж много магазини са ограбени.
- 1 февруари: Френските граждани трябва да имат паспорт, за да пътуват
- 7 февруари: Австрия и Прусия подписват военна конвенция в Берлин да нападнат Франция и защитят монархията.
- 9 февруари: Събранието издава декрет за конфискация на имуществото на емигрантите (Biens nationaux) в полза на нацията.
- 15 март: Сформирано е правителство на жирондистите с участието на Клавиер, Ролан, Дюмурие
- 5 април: Събранието затваря Сорбонския колеж, център на консервативната теология.
- 20 април: Франция обявява война на краля на Унгария и Бохемия Франц II (по-точно тогава това все още е Свещената Римска империя.
- 25 април: Клод Жозеф Роже дьо Лил написва Марсилезата и тя прозвучава за първи път в Страсбург.
- 28 април: Войната започва. Армията на граф Рошамбо нахлува в Австрийска Нидерландия.
- 30 април: Правителството пуска триста милиона асигната, за да финансира войната.
- 5 май: Събранието обявява набиране на тридесет и един нови батальона за армиите.
- 6 – 12 май: Кралската германска кавалерия (на френски: Régiment de Royal-Allemand cavalerie), както и някои хусарски полкове дезертират и преминават на страната на австро-пруската коалиция.
- 27 май: Събранието разпорежда незаклетите свещеници да бъдат депортирани.
- 8 юни: Събранието разпорежда армия от двадесет хиляди доброволци от провинцията (федерати) да бъде разположена в околностите на Париж.
- 11 юни: Луи XVI налага вето на законите за депортация на свещеници и на формирането на нова армия при Париж.
- 20 юни: Демонстранти нахлуват в двореца Тюйлери и заставят краля да си сложи фригийска шапка и да вдигне наздравица за нацията
- 11 юли: Събранието обявява „Отечеството е в опасност“ (на френски: La patrie en danger).
- 25 юли: Манифестът на командващия пруската армия херцог Брауншвайг предупреждава, че ако кралското семейство пострада, ще последва отмъщение, което ще се запомни.

### 10 август –свалянето на монархията
- 10 август: Въстание на Парижката комуна, подкрепена от Националната гвардия и федерати, които завладяват двореца Тюйлери и убиват швейцарски гвардейци. Кралското семейство търси защита на живота си от Законодателното събрание.
- 11 август: Събранието назначава Изпълнителен комитет на мястото на правителството. В нето Жорж Дантон е определен за министър на правосъдието. Общините получават право да арестуват вероятни врагове на революцията, а монархическите вестници са забранени.
- 13 август: Кралското семейство е затворено в кулата Тампл.
- 14 август: Маркиз дьо Лафайет се опитва да се притече на помощ на краля с войските си, но не успява и след няколко дни емигрира.
- 17 август: По искане на Робеспиер и Парижката комуна, която заплашва да разтури събранието с въоръжено въстание, е създаден Революционен трибунал с избрани от Комуната членове. Решено е на мястото на Законодателното събрание да се свика Национален конвент.
- 18 август: Забранени са и последните религиозни ордени – които ръководят учебни заведения и болници.
- 19 август: Армиите на Австрия и Прусия, към които се присъединяват френски емигранти под командването на херцога на Брауншвайг, пресичат северната и източната граници и навлизат във Франция.
- 21 август: Първа присъда на Революционния трибунал и екзекуция чрез гилотиниране на монархист, Луи д'Ангремон.
- 22 август: Парижката комуна постановява хората вече да се обръщат един към друг с „гражданин“ и „гражданка“ вместо „господин“ и „госпожа“. Роялистки бунтове в Бретан, Вандея и Дофине.
- 2 септември: Битка при Вердюн, който е превзет от войските на Брауншвайг.
- 2 – 7 септември: Септемврийски кланета на затворници в Париж. Убити без съд и присъда са между 1090 и 1395 души, болшинството са обикновени престъпници, 17 процента са незаклети свещеници, 6 процента са войници от швейцарската гвардия и 5 процента са политически затворници.[3]
- 20 септември: На последната си сесия Законодателното събрание приема закон за гражданските процедури по бракосъчетание и развод.

### 20 септември – победа при Валми. Начало на Конвента
- 20 септември: Френската армия под командването на Дюмурие и Келерман побеждава в битката при Валми.
- 20 септември: Новоизбраният Конвент провежда първата си сесия при закрити врати и избира ръководство. От 749 депутати, 113 са якобинци, които седят най-високо в залата и по тази причина са наречени монтаняри.
- 22 септември: Конвентът провъзгласява отмяна на монархията и установяване на Първа френска република.
- 29 септември: Френски войски окупират Ница и част от Савоя.
- 3 октомври: Френски войски окупират Базел в Швейцария и го провъзгласяват за независима република.
- 23 октомври: Френски войски окупират Франкфурт на Майн.
- 27 октомври: Френската армия под командването на Дюмурие нахлува в Австрийска Нидерландия и на 14 ноември окупира Брюксел.
- 19 ноември: Конвентът провъзгласява, че има право да се притече на помощ на всяка страна, „чийто народ желае да си възвърне свободата“.
- 20 ноември: В двореца Тюйлери е открит таен сейф с документи на краля, сред които тайната му кореспонденция с Мирабо и чужди монарси.
- 27 ноември: Конвентът прогласява присъединяването на Ница и Савоя към Франция.
- 28 ноември: Френски войски окупират Лиеж.
- 3 декември: Робеспиер, водач на якобинците и първи депутат от Париж издига искане кралят да бъде осъден на смърт.
- 6 декември: По предложение на Жан-Пол Марат, Конвентът решава всеки депутат да гласува индивидуално и публично за смъртната присъда на краля.

## 10 декември 1792 – 21 януари 1793: Съд и екзекуция на крал Луи XVI
- Екзекуцията на Луи XVI на 21 януари 1793 г.
- Заседание на Революционния трибунал през 1793 г.

- 10 декември: Начало на съдебния процес срещу Луи XVI в Конвента.
- 11 декември: Кралят е доведен в Конвента. Той се явява лично още веднъж на 26 декември.
- 26 декември: Защитникът, Raymond Desèze (Раймон граф де Сез) представя защитата на краля.
- 27 – 28 декември: Предложение да се направи допитване до народа за присъдата на краля. Робеспиер се противопоставя с изказването „Луи трябва да умре, за да живее нацията.“ Конвентът отхвърля предложението за допитване.
- 15 януари: Конвентът обявява крал Луи XVI за виновен в заговор срещу обществената свобода със 721 гласа „за“ (включително 37 с уговорка) и нито един „против“.
- 17 януари: Проведено е гласуване, продължило 21 часа, в което 361 депутати гласуват за безусловна и незабавна смъртна присъда, а 360 за други варианти (смърт с отсрочка и всенародно обсъждане, условна смъртна присъда, арест, заточение или затвор. Конвентът отхвърля правото на обвиняемия на последно обжалване.
- 21 януари: В 10:22 ч Луи XVI е обезглавен на днешния площад на Революцията (Place de la Révolution). Командващият екзекуцията нарежда барабаните да бият, за да заглуши последните му думи.

## 1793 Война с Европа; якобинците завземат властта
- 1 февруари: Конвентът обявява война на Англия и Нидерландската република.
- 14 февруари: Франция анексира княжество Монако.
- 24 февруари: Декрет за свикване на 300 000 наборни войници в Революционната армия.
- 25 – 7 февруари: Вълнения в Париж. Народът самоволно нормира цените на захарта и сапуна. Разграбване на бакалниците.
- 1 март: С декрет Конвентът анексира Белгия.
- 3 март: Избухва въоръжено роялистко въстание в Бретан.
- 7 март: Франция обявява война на Испания.

### Въстанието във Вандея
- 7 март: Във Вандея избухва въоръжено въстание срещу управлението на Конвента и по-конкретно срещу набирането на войници в армията.
- 10 март: В Париж започва работа Революционен трибунал, оглавен от Фукие-Тенвил. Опит за въстание в Париж от ултра-революционната фракция на „бесните“, водени от бившия свещеник Жак Ру.
- 18 март: Конвентът решава с декрет да се налага смъртно наказание на всички, проповядващи радикални икономически реформи, насочен срещу „бесните“. На следващия ден същото наказание е определено и за участниците във Вандейското въстание. Разгром на армията на Дюмурие при Неервинден
- 21 март: Във всички комуни и секции са основани революционни комитети за наблюдение (Comités de surveillance révolutionnaire).
- 27 март-3 април: Генерал Дюмурие заклеймява революционната анархия. Конвентът му заповядва да се върне в Париж и изпраща комисари и министъра на войната да го арестуват. Той ги арестува на свой ред и ги предава на австрийците, след което Конвентът го обявява извън закона.
- 28 март: Емигрантите са обявени за „вечни изгнаници“ и „граждански мъртви“, имотите им са конфискувани.[4]
- 3 април: Арест на Орлеанския херцог Филип Егалите, депутат и глава на Орлеанската династия, който е гласувал за смъртната присъда на краля, негов братовчед.
- 5 април: Дюмурие не успява да обърне армията си срещу Париж и дезертира при австрийците.

### 6 април: управлението поемаКомитет за обществено спасение
- 6 април: Конвентът назначава Комитет за обществено спасение, който става на практика главен управляващ орган на Франция. Първа сесия на Революционния трибунал.
- 12 април: Конвентът постановява арест на Марат, който чрез вестника си L'Ami du peuple подтиква към насилие и призовава за разпускане на Конвента. Марат се укрива.
- 15 април: Кметът на Париж призовава Конвента да отзове 23 депутати – жирондисти.
- 24 април: Марат е изправен пред Революционния трибунал, но е оправдан по всички обвинения. Освобождението му предизвиква въодушевление сред привържениците му.
- 4 май: По искане на парижката секция Сен-Антоан Конвентът установява първия максимум на цената на житото.
- 18 май: Конвентът назначава Комисия на дванадесетте, която да разследва Парижката комуна и секциите
- 24 май: По искане жирондистите Конвентът постановява арест на ултра-революционерите и водачи на „бесните“ Жак-Рене Ебер и Жан Варле. Парижката комуна иска те да бъдат освободени.
- 26 май: В Якобинския клуб Робеспиер и Марат призовават към въстание срещу Конвента. Парижката комуна започва подготовка на въстанието.
- 27 май: Ебер и Варле са освободени.
- 30 май: В Лион жирондистите организират съпротива срещу Конвента и арестуват местните лидери на монтанярите и „бесните“.

### Въстание от 31 май – 2 юни: Монтанярите идват на власт
- Въстание от 31 май - 2 юни 1793 г.
- Санкюлоти заплашват депутата граф Ланжюине (на френски: Jean Denis, comte Lanjuinais) на трибуната (2 юни 1793)
- Арест на жирондистките депутати

- 31 май – 2 юни: Хиляди въоръжени граждани обкръжават Конвента и настояват за разпускането му. Депутатите се съпротивляват, но са заставени да приемат декрет за изваждането на 29 жирондисти от състава си и арестуването им, както и на двама министри. Политическата власт преминава в монтанярите, както и на подкрепящите ги секции на Парижката комуна.
- 6 – 7 юни: Новината за насилственото изгонване на депутатите-жирондисти от Конвента предизвиква протестно движение, обхванало по-големите градове на юг: Марсилия, Ним, Тулуза, Бордо.
- 3 юни: Декрет за продажба на националните имоти на малки парцели.
- 10 юни: Монтанярите получават контрол в Комитета за обществено спасение.
- 13 юни: Ръководителите на департаменти, противници на новото правителство, се срещат в Каен. Около 60 департамента се бунтуват срещу монтанярите в Париж.
- 24 юни: Приета е нова Конституция, но влизането ѝ в сила се отлага поради нестабилното положение.
- 25 – 26 юни: Жак Ру представя програмата си пред Конвента, но Робеспиер разгромява идеите на „бесните“.
- 30 юни: Робеспиер и Ебер оглавяват якобинска делегация, която посещава Клуба на корделиерите, за да поиска изключването на Ру и други ултра-революционери.
- 3 юли: По заповед на Конвента осемгодишният Луи XVII, френски крал в очите на роялистите, е разделен от майка си Мария Антоанета и даден в обикновено семейство на обущар.
- 4 юли: Марат остро заклеймява „бесните“.
- 10 юли: Обновяване на Комитета за обществено спасение: Дантон е изключен.

### 13 юли: Убийството на Марат
- 13 юли: Шарлот Корде убива Жан-Пол Марат, изправена е пред Революционния трибунал и след четири дни е осъдена на смърт.
- 17 юли: Декрет за окончателно премахване на феодалните права без обезщетение
- 27 юли: Робеспиер става член на Комитета за обществено спасение. Конвентът определя смъртно наказание за онези, които укриват дефицитни стоки.
- 1 август: Конвентът приема принципите на метричната система.
- 2 август: Мария-Антоанета е преместена от Тампл в Консирежри.
- 8 август: Конвентът изпраща армия начело с генерал Келерман срещу бунтовния Лион.
- 10 август: Обявяване на резултатите от референдума за Конституцията. Празник на единството и неделимостта
- 22 август: Робеспиер е избран за председател на Конвента.
- 23 август: Конвентът постановявя масова мобилизация за всички годни мъже между 18 и 25 години.
- 25 август: Войски на Конвента завземат въстаналата Марсилия.
- 27 август: В Тулон противниците на Конвента предават града на англичаните.
- 4 септември: Санкюлотски вълнения в Париж. Конвентът одобрява искането за общ максимум на цените и „поставя терора на дневен ред“.

### 17 септември: Започваприлагането на терор
- 17 септември: Приет е Законът против подозрителните (на френски: loi des suspects),[5] позволяващ арест и бърз процес на всеки, заподозрян в съпротива спрямо революцията.
- 18 септември: Революционната власт в Бордо е възстановена, противниците ѝ са арестувани и пратени в затвора.
- 21 септември: Всички жени трябва задължително да носят трицветната кокарда.
- 29 септември: Конвентът приема Закона за всеобщия максимум (на френски: loi du maximum general)[5] определящ таван на цените на много стоки и услуги, както и на заплатите.
- 3 октомври: Конвентът постановява Мария Антоанета да бъде изправена пред Революционния трибунал. Още депутати са обвинени и извадени от състава на Конвента, общо 136.
- 5 октомври: Конвентът приема изцяло нов републикански календар за да скъса с миналото и да отмени традиционните религиозни празници. Според него година I започва на 22 септември 1791.
- 9 октомври: Лион е превзет от армията на Конвента.
- 10 октомври: По предложение на Сен Жюст Конвентът постановява, че „френското правителство е революционно до постигането на мир.“
- 12 октомври: Мария Антоанета е изправена пред Революционния трибунал и обвинена в държавна измяна.

### 16 октомври: Екзекуцията на Мария-Антоанета
- 16 октомври: Мария Антоанета е осъдена и гилотинирана на Площада на революцията.
- 20 октомври: Конвентът заповядва репресии срещу ултра-революционните „бесни“.
- 30 – 31 октомври: Революционният трибунал осъжда 21 жирондистки депутати на смърт, сред които Жак-Пиер Брисо, и те са екзекутирани.
- 1 ноември: Въведено е задължително обръщение на „ти“ дори и в официални документи.
- 3 ноември: Феминистката Олимпия дьо Гуж е обвинена в симпатии към жирондистите и екзекутирана.
- 7 ноември: Екзекутиран е Филип Егалите.
- 8 ноември: В чистката на жирондисти е гилотинирана и мадам Ролан.
- 10 ноември: Празник на Свободата и Разума в Париж. Катедралата Нотр Дам е обявена за Храм на Разума и из цялата страна са проведени церемонии по дехристиянизация, отхвърлящи религиозните атрибути и въвеждащи Култ към разума.
- 20 ноември: Дантон се завръща в Париж, който е напуснал но 11 октомври. Той призовава към национално помирение.
- 23 ноември: Парижката комуна затваря всички църкви и места за поклонение в Париж.
- 5 декември: Камий Демулен публикува апел за национално помирение в подкрепа на Дантон. Започва да излиза Le Vieux Cordelier, вестник на „снизходителните“.
- 5 декември: Декрет за свобода на вероизповеданията.
- декември: Армията на вандейците търпи поражения при Гранвил, Льо Ман и Савене.
- 19 декември: Декрет за въвеждане на задължително безплатно образование. След няколкомесечна обсада англичаните се изтеглят от Тулон; заслуга за възстановяване на републиканската власт има младият артилерийски офицер Наполеон Бонапарт.

## 1794 –Големият терор,Култ към Върховното съществои падане на Робеспиер
- Жорж Дантон
- Камий Демулен
- Максимилиян Робеспиер
- Луи Сен Жюст
- Лазар Карно

- 8 януари: В Клуба на якобинците Робеспиер заклеймява Фабр д'Еглантен (Fabre d'Églantine), един от насърчилите септемврийските кланета, създател на Републиканския календар и съмишленик на Дантон.
- 13 януари: Арест на Фабр д'Еглантен.
- 4 февруари: Конвентът гласува за отмяна на робството в колониите.
- 5 февруари: Робеспиер произнася реч в Конвента за необходимостта от терор.
- 6 февруари: Наполеон Бонапарт е произведен генерал за заслугите му по освобождаването на Тулон от англичаните
- 6 февруари: Отзоваване на Жан-Батист Кариер (Jean-Baptiste Carrier) от Нант. Официален комисар на Конвента, той е отговорен за смъртта на около 10 000 вандейски бунтовници, удавени в баржи в Лоара.
- 10 февруари: Жак Ру се самоубива в затвора.
- 22 февруари: В реч в Клуба на корделиерите, Жак-Рене Ебер атакува фракциите на Дантон и Робеспиер.
- 4 март: В Клуба на корделиерите Кариер призовава към въстание срещу Конвента.
- 11 март: Комитетите за обществено спасение и по обществена безопасност предупреждават корделиерите.
- 13 март: Сен Жюст, председател на Конвента, изобличава плана за въстание като заговор срещу свободата и френския народ. Ебер и много други корделиери са арестувани.
- 15 март: Робеспиер се изказва пред Конвента, че „всички фракции трябва да загинат от същия удар“.
- 21 март: Започва съд над ебертистите. За да ги компрометират, те са съдени заедно с чуждестранни банкери, аристократи и контрареволюционери.
- 24 март: Ебер и водачите на корделиерите са осъдени на смърт и гилотинирани.
- 27 март: Арестуван е философът и математик Жан-Антоан дьо Кондорсе. След два дни е намерен мъртъв в килията си.

### 30 март – Арест и съд за Дантон и Демулен
- 30 март: Жорж Дантон и Камий Демулен и техни съмишленици са арестувани.
- 1 април: Робеспиер създава нова полицейска служба към Комитета за обществено спасение, която да измести съществуващата към Комитета за обществена безопасност.
- 2 април: Дантон е изправен пред Революционния трибунал и осмива противниците си.
- 4 април: Конвентът постановява, че който осмива правосъдната система, няма право да говори и така лишава Дантон от правото да се защитава сам.
- 5 април: Дантон и Демулен са осъдени и гилотинирани още същия ден.
- 10 април: Съд над разнородна група конспиратори, т.нар „конспирация от Люксембург“ – последователи на Дантон и Ебер, включително вдовиците на Демулен и Ебер. Седмина са оправдани, 19 са осъдени и екзекутирани.
- 14 април: По искане на Робеспиер Конвентът разпорежда тленните останки на Жан-Жак Русо да бъдат пренесени в Пантеона.
- 15 април: Доклад на Сен Жюст пред Конвента призовава за централизация на полицията под контрола на Комитета за обществено спасение.
- 19 април: Англия се съгласява да финансира пруска армия от 62 000 войници за действия срещу Франция.[6]
- 26 април: Разногласия между Сен Жюст и Карно в Комитета за обществено спасение. Сен Жюст обвинява Карно във връзки с аристократи, докато Карно го нарича „смешен диктатор“[7]
- 7 май: Робеспиер предлага Конвентът да признае съществуването на Върховното същество и да се организират церемонии в чест на новия култ.
- 8 май: Съд и екзекуция на Антоан Лавоазие, заедно с двадесет и шест други бивши членове на данъчната служба Ferme générale.
- 10 май: Екзекуция на сестрата на Луи XVI мадам Елизабет.
- 2 юни: Морска битка между английски и френски кораби, в която французите губят седем кораба, но конвоят с жито от САЩ успява да акостира в пристанището на Брест.
- 4 юни: Робеспиер е избран единодушно за председател на Конвента.

### 8 юни – Празник на Върховното същество – Засилване на терора
- Пищната церемония в чест на Върховното същество (8 юни 1794)
- Поетът Андре Шение и други жертви на терора очакват присъдите си в Консиержери (25 юли 1794)
- Победа за Франция в битката при Фльорюс (26 юни 1794)

- 8 юни: Фестивал в чест на Върховното същество, воден от Робеспиер. Някои депутати показват видимо неодобрение от поведението му.
- 10 юни: Закон от 22 прериал – Поради препълването на затворите Конвентът ускорява съдебните процедури – вече не са необходими показания на свидетели. Между 11 юни и 27 юли са осъдени на смърт 1376 затворника, няма оправдателни присъди (за сравнение в предходните 14 месеца са издадени 1251 смъртни присъди). Конвентът си дава изключителното право да арестува членовете си.[7]
- 12 юни: Без да посочва имена, Робеспиер заявява пред Конвента, че иска главите на „заговорниците“ срещу Конвента.
- 26 юни: Французите под командата на генерал Журдан побеждават австрийците в битката при Фльорюс (Fleurus).
- 29 юни: Разногласия в Комитета за обществено спасение. Бийо-Варен, Лазар Карно и Коло д'Ербоа обвиняват Робеспиер в диктаторско отношение. Той напуска Комитета и не се връща до 23 юли.
- 1 юли: Реч на Робеспиер в Якобинския клуб, заклеймяваща заговорниците срещу него в Конвента, Комитета за национално спасение и Комитета за обществена безопасност.
- 8 юли: Французите под командата на генералите Журдан и Пишегрю превземат Брюксел от австрийците
- 14 юли: По искане на Робеспиер Жозеф Фуше е изключен от Якобинския клуб.
- 23 юли: Съден и екзекутиран е Александър дьо Боарне, съпруг на Жозефин дьо Боарне, бъдещата съпруга на Наполеон.
- 23 юли: Робеспиер присъства на помирителна среща с членовете на Комитета за национално спасение и Комитета за обществена безопасност и изглежда, че различията са изгладени.
- 25 юли: Поетът Андре Шение е сред гилотинираните.

### 26 – 28 юли: Арест и екзекуция на Робеспиер – Край на терора
- Конвентът се опълчва срещу Робеспиер (27 юли 1794)
- Екзекуцията на Робеспиер (28 юли 1794)

- 26 юли: Робеспиер произнася пламенна реч в Конвента, изисквайки арест и наказание за „предателите“ в Комитета за национално спасение и Комитета за обществена безопасност, но не посочва имена. Отначало конвентът гласува за публикуване на речта, но след като са отправени искания за посочването на имена, тя е изпратена в Комитетите.
- 27 юли: Конвентът гласува за арест на Робеспиер, по-малкият му брат Огюстен, Сен Жюст, Кутон и Леба. След като напускат залата, арестуваните са освободени от привърженици от Парижката комуна и се отправят към кметството Hôtel de Ville, където се опитват да вдигнат въстание с помощта на Якобинския клуб. На сутринта войници на Конвента под командването на Пол Барас нахлуват в кметството и ги арестуват, при което Огюстен и Максимилиан са ранени. Изправени са пред Революционния трибунал и вечерта на 28 юли всички, общо 22 души, са гилотинирани.
- 29 юли: Арест и екзекуция на седемдесет съмишленици на Робеспиер, членове на Парижката комуна.
- 5 август: Започва освобождаване на затворници от парижките затвори, арестувани по Закона срещу подозрителните.
- 9 август: Наполеон Бонапарт е арестуван в Ница, но на 20 август е освободен.
- 24 август: Конвентът реорганизира правителството, като разпределя властта между 16 различни комитета.
- 29 август: Първа анти-якобинска демонстрация в Париж от младежи от средната класа (мюскадини)
- 30 август: Френската армия освобождава от чуждите нашественици и последния пункт на френска територия (Condé-sur-l'Escaut)
- 31 август: Конвентът поставя Париж под директния контрол на националното правителство.
- 1 септември: Основан е музей на френските паметници (Musée des monuments français), за да се защитят религиозната архитектура и изкуство.
- 13 септември: Абат Анри Грегоар, член на Конвента, първи употребява термина „вандализъм“ по отношение на разрушаването на религиозни паметници
- 18 септември: Конвентът спира заплатите на официално назначените свещеници и поддръжката на църковни имоти.
- 21 септември: Останките на Марат са върнати в Пантеона.
- 1 октомври: Конфронтация в парижките секции между поддръжниците и противниците на терора.
- 3 октомври: Арест на водачите на въоръжени санкюлотски отряди в Париж.
- 6 октомври: Френската армия завладява Кьолн.
- 22 октомври: Основаване на Централно училище за обществени строежи, бъдещата Екол Политекник (École Polytechnique)
- 9 – 12 ноември: Мюскадините нападат неколкократно Якобинския клуб и на 12 ноември Конвентът го затваря.
- 8 декември: Седемдесет и трима депутати-жирондинци се завръщат в Конвента.
- 16 декември: Осъждане и екзекуция на якобинеца Жан-Батист Карие (Jean-Baptiste Carrier), заповядал масовата екзекуция на 10 000 затворници във Вандея.
- 24 декември: Конвентът отменя Закона за максимума върху цените.

## 1795: Конвентът е заменен от Директория
- Мюскадини в Париж (1795)
- Пол Барас в церемониално облекло на директор

- 19 януари: Френска армия начело с Пишегрю завзема Амстердам.
- 21 януари: Французите пленяват холандската флота, замръзнала в Ден Хелдер.
- февруари: Сблъсъци между мюскадини и санкюлоти по улиците на Париж, останките на Марат и други крайни якобинци са изнесени от Пантеона.
- 14 февруари; Няколко водачи на якобинците, провеждали терора в Лион, са убити, поставяйки начало на т.нар. „бял терор“.
- 17 февруари: Амнистия за бунтовниците от Вандея.
- 21 февруари: Конвентът възстановява свободата на вероизповеданията и отделянето на църквата от държавата.
- 22 февруари: В Конвента е поискано наказание за якобинците, провеждали терор. В няколко града техни водачи са арестувани, в Ним четирима са убити.
- 2 март: Конвентът постановява арест на „четиримата“: Бийо-Варен, Коло д'Ербоа, Барер и Вадие – якобинците, свалили Робеспиер.
- 5 – 8 март: Арест на якобинци, извършвали масови екзекуции в Тулон, същевременно санкюлоти екзекутират седем затворници-емигранти.
- 17 – 19 март: Хлебни бунтове в Париж, няма доставки на зърно. Асигнатът пада до 8% от първоначалната си стойност.
- 21 март: По предложение на абат Сийес Конвентът гласува за налагане на смъртна наказание на организаторите на движения за сваляне на правителството.
- 28 март: Започва процес срещу Фукие-Тенвил, оглавявал Революционния трибунал.
- 1 април (12 жерминал): Опит за въстание в Париж: санкюлоти нахлуват в конвента, но са прогонени от националната гвардия. „Четиримата“ са осъдени на депортиране във Френска Гвиана. Осем други депутати-монтаняри са арестувани[8]
- 5 април: Подписан е мирен договор с Прусия в Базел. Прусия приема анексирането на левия бряг на Рейн.
- 10 април: Конвентът разпорежда разоръжаване на якобинците, взели участие в терора.
- 23 април: Конвентът назначава осемчленна комисия за ревизия на Конституцията.
- 2 май: Последните бунтовници във Вандея слагат оръжие.
- 7 май: Фукие-Тенвил и четиринадесетте съдии от Революционния трибунал са осъдени на смърт и гилотинирани.

### 20 – 24 май: Последно въстание на санкюлоти и якобинци в Париж
- 20 май (1 прериал): Въоръжено въстание на санкюлоти и якобинци в Париж. Те нахлуват в Конвента и убиват депутата Феро (Féraud). Армията реагира и ги прогонва. Конвентът гласува за арест на депутатите, свързани с въстанието.
- 21 май: Якобинци и санкюлоти окупират кметството Hôtel de Ville.
- 22 – 24 май: Конвентът изпраща армията да завземе въстаналия район faubourg Saint-Antoine. Извършени са масови арести във въстаналите секции.
- 28 май: Арестувани са последните якобинци – бивши членове на Комитетите за обществено спасение и обществена безопасност.
- 8 юни: В затвора Тампл умира десетгодишният Луи XVII. Правото върху трона преминава у вуйчо му, граф на Прованс, който започва да се нарича Луи XVIII.
- 10 юни: Конвентът декриминализира емигрантите, напуснали Франция след идването на якобинците на власт на 26 май 1793.
- 12 юни: Депутатите, подкрепили въстанието от началото на май, са изправени пред съда.
- 17 юни: Шестима от осъдените на смърт депутати се самоубиват.

### 25 юни – 27 юли: Подновява се въстанието във Вандея, инвазия на роялисти в Бретан
- 23 юни: Подновява се въстанието във Вандея.
- 23 – 26 юни: В Киберон дебаркират емигранти в подкрепа на шуаните. В залива Карнак с английска помощ пристигат 4 хиляди роялисти. На 30 юни роялистите са победени от силите на генерал Лазар Ош.
- 17 – 19 юли: Френската Армия на Западните Пиренеи превзема Витория-Гастейз и Билбао.
- 21 юли: Роялистката армия в Киберон слага оръжие. 748 емигранти са разстреляни.
- 22 юли: Подписан е мир в Базел между Испания и Франция. Франция получава източната част на остров Испаньола (фр. Сейнт Доминик) (днес Доминиканска република) в замяна на Гипускоа.
- 9 август: Конвентът разпорежда арест на Фуше и други депутати-монтаняри.
- 15 август: Конвентът определя като френска парична единица френския франк.

### 22 август – декември: Директорията идва на власт
- 22 август: Конвентът приема Конституцията от година ІІІ (Constitution de l'An III) и я подлага на референдум, на който е одобрена.
- 23 септември: Конституцията влиза в сила.
- 5 октомври (13 вандемиер): Вандемиерски метеж на роялистите. По заповед на Пол Барас в защита на Конвента и Париж е извикан Наполеон. Той използва оръдия с картеч, за да разпръсне роялистите. След десетина дни е назначен за главнокомандващ на вътрешните войски
- 12 октомври: Начало на изборите за новия двукамарен парламент, състоящ се от Съвет на петстотинте и Съвет на старейшините.
- 23 октомври: Асигнатът пада до 3% от номиналната си стойност. В обращение има 20 милиарда банкноти.
- 31 октомври: Избрана е първата Директория в състав: Ларевелиер-Лепо (Louis Marie de La Révellière-Lépeaux), Рьобел (Jean-François Rewbell), Летурне (Étienne-François Letourneur), Пол Барас и Еманюел Сийес, но той отказва и е заменен от Лазар Карно.
- 26 декември: Най-голямата кралска дъщеря Мадам Роял, затворена в Тампл от август 1792 г., е разменена срещу група републиканци, затворници в Австрия.
- 31 декември: Примирие на Рейн между френската и австрийската армии.

## 1796: Кампания на Наполеон в Италия – Поражения на роялистите във Вандея – „Заговор на равните“ в Париж
- Генерал Бонапарт побеждава австрийците в битката при Лоди (10 май 1796)
- Залавянето на Франсоа де Шарет, водач на роялистите във Вандея (23 февруари 1796)
- Неуспешно въстание на монтаняри и последователи на Бабьоф във военния лагер Grenelle (9 септември 1796)
- Бонапарт начело на войската в битката при Аркол (15 – 17 ноември 1796)

- 2 януари: Основано е Министерство на полицията.[9]
- 21 януари: Отбелязана е годишнина от екзекуцията на Луи XVI. Директорът Рьобел произнася реч срещу левия екстремизъм.
- 26 януари: Роялистът Стофле (Jean-Nicolas Stofflet) се опитва да поднови войната във Вандея.
- 19 февруари: Край на обращението на асигнати, които са изгубили стойността си.
- 23 февруари: Стофле е заловен и разстрелян на следващия ден.
- 2 март: Директорията назначава генерал Бонапарт за главнокомандващ на армията в Италия.
- 9 март: Бонапарт сключва брак с Жозефина Боарне, вдовица на Александър Боарне, френски генерал и политик, гилотиниран по времето на царството на терора.
- 23 март: Франсоа де Шарет (François de Charette), последният водач на роялистикия бунт във Вандея, е заловен и разстрелян в Нант.
- 30 март: Франсоа-Ноел Бабьоф, известен като Гракх Бабьоф, ултра ляв революционер, предшественик на комунизма, основава „Съзаклятието на равните“ (Les Égaux) с цел сваляне на правителството. Провеждат демонстрация в Париж на 6 април.
- 10 април: Начало на Италианската кампания с победи над австрийците при Монтеноте (12 април) и над сардинците при Милесимо (13 април).
- 2 май: Бабувисти и монтаняри съставят общ план за сваляне на Директорията.
- 9 – 15 май: Примирие с херцога на Парма, френска победа при Лоди, мирен договор с кралство Сардиния. Франция получава Савя и Ница.
- 4 юни: Начало на обсадата на Мантуа, последната твърдина на австрийците в Италия. На другия ден е сключено примирие с краля на Сицилия.
- 12 юни: Армията на Наполеон нахлува в Романя, част от Папската държава. След десет дни в Болоня е сключено примирие, което позволява на французите да окупират северните части на Папската държава.
- 22 юни: Край на гражданската война в Западна Франция.
- 10 юли: В Италия пристига нова австрийска армия начело с Вюрмсер (Dagobert Sigmund von Wurmser).
- 16 юли: Френската армия на генерал Жан-Батист Клебер завзема Франкфурт, а след два дни генерал Лоран Сен Сир превзема Щутгарт.
- 20 юли: Генерал Лазар Ош е назначен начело на армия, която да нахлуе в Ирландия и да подкрепи движението за независимост (Ирландска експедиция, Expédition d'Irlande).
- август-септември: Бонапарт побеждава австрийците в битката при Кастильоне и битката при Басано.
- 9 септември: Неуспешно въстание на монтаняри и бабувисти („Заговор на равните“) във военния лагер Grenelle.
- 5 октомври: Испания, вече съюзничка на Франция, обявява война на Англия.
- 10 октомври: Тридесет и двама участници в „Заговора на равните“ са осъдени на смърт от военен трибунал.
- 16 октомври: Бонапарт обявява Циспаданска република в Северна Италия.
- 15 – 17 ноември: Решителна победа на Бонапарт над австрийците в боя при Аркол (Battle of Arcole).
- 4 декември: Отменени са най-рестриктивните части от законите срещу емигрантите, приети на 25 октомври 1795.
- 15 – 17 декември: Ирландската експедиция отплава от Брест, но след седмица силни бури при бреговете на Ирландия принуждават френския флот да поеме обратно към Франция.

## 1797: Бонапарт прогонва австрийците от Италия; републикански военен преврат срещу роялистите в Париж
- Генерал Бонапарт от Жак-Луи Давид (1797)
- Победата на Бонапарт в битката при Риволи (14 януари 1797)
- Превратът от 18 фруктидор (4 септември 1797). Арест на генерал Пишегрю и други водачи на роялистките депутати в двореца Тюйлери.
- Генерал Шарл Пишегрю

- 14 януари: Победа на Бонапарт в битката при Риволи.
- 2 февруари: Последните австрийски части се предават в обсадата на Мантуа.
- 9 – 19 февруари: Бонапарт завзема Анкона и заставя папа Пий VI да преговаря, като северната част от Папската държава е присъединена към Циспаданската република.
- 18 април: след серия от победи на Бонапарт австрийците се съгласяват на преговори. Предварителен договор от Льобен, според който Австрия се отказва от Австрийска Нидерландия („белгийските провинции“).
- 2 – 16 май: Бонапарт започва война с Венецианската република и дожът Лудовико Манин е принуден да започне преговори.
- 20 май: Започва нова сесия на парламента. За председател на Съвета на петстотинте е избран роялистът генерал Пишегрю, а на Съвета на старейшините друг роялист, François Barbé-Marbois.
- 27 май: Екзекуция на Гракх Бабьоф и Огюстен Дарте (Augustin Alexandre Darthé).
- 4 юни: Първо събиране на Конституционния клуб Cercle Constitutionnel, съставен от умерени републиканци. Сред лидерите са абат Сийес, Талейран и Доминик Гара.
- 6 юни: В Директорията се сменя един член – жребий напуска Етиен Летурньор и влиза роялистът дипломат Франсоа Бартелеми.
- 24 юни: Директорът Пол Барас алармира генерал Лазар Ош за роялистката опасност в двата Съвета.
- 27 юни: Роялисткото мнозинство в Съветите отменя закона от 25 октомври 1795 срещу незаклетите свещеници и емигрантите
- 28 юни: Генерал Лазар Ош изпраща 15 000 войници от Рейн към Брест през Париж под претекст за участие в ирландската инвазия.
- 9 юли: Французите подкрепят образуване на Цизалпинската република, който включва Цизпаданската република и Ломбардия
- 16 юли: Конфликт между роялистки настроените директори Бартелеми и Карно от една страна и останалите трима републиканци от друга
- 17 юли: Армията на Лазар Ош се разполага в рамките на три левги от Париж, с което нарушава конституцията. Роялистки настроените съвети протестират.
- 25 юли: Съветите гласуват закон, забраняващ политическите клубове.
- 27 юли: Бонапарт изпраща генерал Ожеро в Париж като военен комендант.

### 4 септември: Републикански преврат срещу роялистите (преврат от 18 фруктидор)
- 4 септември: Републикански преврат срещу роялистите в двата Съвета (преврат от 18 фруктидор). Ожеро арестува Бартелеми, Пишегрю и водещите депутати-роялисти.
- 5 септември: Директорията налага на Съветите да анулират избора на 200 депутати роялисти в 53 департамента и да депортира 65 изявени роялисти и журналисти.
- 8 септември: Избор на двама нови директори – републиканци, де Дуай (Merlin de Douai) и Ньофшато (François de Neufchâteau) на мястото на Бартелеми и Карно.
- 23 септември: Генерал Ожеро е назначен за главнокомандващ на Рейнската армия.
- 17 октомври: Подписан е договорът от Кампо Формио между Франция и Австрия. Франция получава Белгия и левия бряг на Рейн до Кьолн, а Австрия – Венеция и нейните територии.
- 21 декември: Бонапарт обсъжда с ирландския революционер Волф Тон (Wolfe Tone) френски десант в Ирландия.

## 1798 – Нови републики в Швейцария и Италия; анулирани избори; Бонапарт нахлува в Египет
- Френската армия на Бертие навлиза в Рим (11 февруари 1798)
- Бонапарт в Битката при пирамидите (21 юли 1798)
- Френският флот е разгромен от адмирал Нелсън в залива Абукир (битката при Нил) (1 август 1798)

- 5 януари: Законодателите приемат закон за заем от 80 милиона франка за подготовка на инвазия в Англия.
- 11 януари: Директорията изпраща армията на генерал Бертие (Louis-Alexandre Berthier) да окупира Рим в назидание за убийството на френски генерал.
- 12 януари: Бонапарт представя план за нашествие в Англия пред Директорията.
- края на януари: Районът Во обявява независимост и се провъзгласява за република с френска подкрепа.
- 11 февруари: Армията на Бертие влиза в Рим.
- 14 февруари: Талейран представя план за нахлуване в Египет.
- 15 февруари: В Рим е обявена република.
- 23 февруари: Бонапарт сменя позицията си и препоръчва на Директорията поход в Египет вместо към Англия. Предложението му е прието на 5 март.
- 6 март: Френската армия превзема Берн.
- 9 март: Парламентът на германските държави, събран в Ращат, приема анексията на левия бряг на Рейн от Франция.
- 22 март: Провъзгласена е Хелветска република, която по примера на френската република се провъзгласява за светска.
- 9 – 18 април: Избори за една трета от депутатските места.
- 7 май: Доклад до Съвета на петстотинте обявява нередности при изборите и препоръчва изключване на крайно леви кандидати. На 11 май изборът на 106 якобинци е анулиран със закон (Закон от 22 флореал година VI).
- 19 май: Бонапарт отплава със своята „Ориенталска армия“ от Тулон за Египет.
- 23 май: Въстание в Ирландия (на ирландски: Éirí Amach 1798) (въстаниците смятат, че Наполеон се е запътил към Ирландия).
- 9 – 11 юни: Французите завладяват Малта.
- 1 – 2 юли: Французите пристигат в Египет и завладяват Александрия.
- 14 юли: Ирландското въстание е потушено от англичаните.
- 21 юли: Победа над мамелюците в Битката при пирамидите.
- 24 юли: Френската армия превзема Кайро.
- 1 август: Адмирал Нелсън унищожава френския флот в битката при Абу Кир, лишавайки Бонапарт от възможност да напусне Египет.
- 6 август: Френски флот и експедиционен корпус заминава в помощ на ирландските въстаници, макар че те вече са победени.
- 22 август: Френски войски под командването на генерал Юмбер (Humbert) дебаркират в северозападна Ирландия.
- 27 август: Генерал Юмбер побеждава англичаните при Касълбар (Battle of Castlebar) и обявява Ирландска република.
- 2 септември: Потушен роялистки бунт в южната част на Централен масив.
- 9 септември: Французите на генерал Юмбер са обкръжени и победени в битката при Балинамук (Battle of Ballinamuck).
- 16 септември: Нов френски експедиционен корпус отплава от Брест към Ирландия.
- 24 септември: Мобилизация на 200 000 мъже в армията.
- 11 октомври: Френският експедиционен корпус търпи поражение при бреговете на Ирландия; шест от осемте кораба са превзети.
- 21 октомври: Жителите на Кайро въстават срещу френската окупация, но Бонапарт потушава въстанието.
- 5 ноември: Руско-турски сили блокират по море окупирания от французите Корфу.
- 23 – 24 ноември: В отчаян опит да събере пари Директорията налага нови данъци според броя на прозорците и вратите на имотите.
- 27 ноември: Армията на краля на Неапол Фердинанд IV Неаполитански завзема Рим.
- 6 – 14 декември: Френската армия побеждава неаполитанците в битката при Civita Castellana и си връща Рим
- 21 декември: Французите атакуват Неапол и принуждават краля да търси закрилата на адмирал Нелсън.
- 29 декември: Русия, Великобритания, кралство Неапол и кралство Сицилия сформират втора антифренска коалиция.

## 1799: Франция воюва в Италия и Германия; Бонапарт се завръща от Египет и узурпира властта; Консулството заменя Директорията
- Генерал Бонапарт посещава чумна болница в Яфа (31 март 1799).
- Папа Пий VI е отведен във Франция като пленник на Директорията (10 април 1799)
- Генерал Андре Масена прогонва руснаците от Швейцария (26 септември 1799)

- януари: Французите превземат Капуа, Неапол и провъзгласяват република Parthénopéenne
- 1 февруари: Победата над мамелюците при Асуан завършва завладяването на Горен Египет.
- 20 февруари: Бонапарт потегля с армия от Кайро за Сирия.
- 24 февруари: Генерал Журдан комплектова Дунавската армия и се готви да прекоси Рейн и да нахлуе в германските държави и Австрия.
- 1 – 2 март: Френската армия прекосява Рейн.
- 3 март: Обсадените французи в Корфу се предават.
- 7 март: Бонапарт превзема Яфа в Палестина. Някои от войниците заболяват от чума.
- 12 март: Директорията обявява война на Австрия и Велико херцогство Тоскана.
- 19 март: Начало на обсадата на Акра (Saint-Jean-d'Acre) в Палестина.
- 23 – 25 март: Генерал Масена и Журдан търпят поражения от австрийците в две отделни битки.
- 28 март, 1 и 24 април: Неуспешни атаки на крепостта в Акра.
- 3 април: Генерал Журдан подава оставка като главнокомандващ и Дунавската армия се оттегля на левия бряг на Рейн на 6 април.
- 9: Започват избори във Франция за една трета от депутатите. Резултатът след десетина дни се оказва загуба на подкрепа за управляващите и победа на крайно левите.
- 10 април: Папа Пий VI е отведен във Франция като пленник на Директорията.
- 14 април: Австрийската армия на Мелас и руската на Суворов се обединяват в Италия. На 27 април побеждават френската армия на генерал Воро в битката при Касано и на 29 април Суворов влиза в Милано.
- 1 и 10 май: Четвъртият и петият опит за превземане на Акра се провалят. Обсадата е вдигната на 17 май.
- 16 май: В Директорията Рьобел е заменен от абат Сийес, считан за умерено ляв.
- 26 май: Руско-австрийската армия влиза в Торино.
- 4 – 6 юни: Масена е принуден да оттегли силите си в първата битка при Цюрих.
- 14 юни: Бонапарт се връща в Кайро.

### Конфликт между Директорията и Съвета на петстотинте (юни 1799)
- Генерал Журдан, водач на якобинците в армията
- Британският адмирал Сидни Смит снабдява Бонапарт с френски вестници и той научава за събитията в Париж. Бонапарт изоставя армията си в Египет и отплава за Франция. (23 август 1799)
- Победа на френската армия на генерал Масена във втората битка при Цюрих (24 – 25 септември 1799)

- 16 юни: Сериозни търкания между новоизбраните членове на Съвета на петстотинте и Директорията поради редицата френски военни поражения. Съветът изисква нови мерки за „обществена безопасност“.
- 18 юни: Двата Съвета извършват промени в състава на Директорията, т.нар „Отмъщение на съветите“ или Преврат от 30 прериал година VII (Coup d'État du 30 prairial an VII), в резултат на които абат Сийес и Пол Барас стават доминантни фигури.
- 19 юни: Французите търпят поражение от австрийците и руснаците в битката при Требия, а френският гарнизон в Неапол слага оръжие.
- 28 юни: Гласуван е принудителен заем от богатите граждани в размер на 100 милиона франка за окомплектоване на нови армии.
- 5 юли: Директорията издига двама командири с нео-якобински възгледи: Бартелеми Жубер става главнокомандващ на армията в Италия, а Жан-Етиен Шампионе – на армията в Алпите.
- средата на юли: изостряне на отношенията между нео-якобинци и роялисти
- 25 юли: Бонапарт побеждава османска армия под командването на Сеид Мустафа паша в битка при Абукир
- 6 август: Роялистки бунтове в Тулуза и Бордо, бързо потушени и на двете места от армията.
- 13 август: По нареждане на Сийес е затворен нео-якобинският клуб в Париж.
- 15 август: Поражение на французите в Италия в битката при Нови. Генерал Жубер е убит.
- 23 август: Британският адмирал Сидни Смит снабдява Бонапарт с френски вестници и той научава за събитията в Париж. Бонапарт предава командването на армията в Египет на генерал Жан-Батист Клебер и отплава за Франция.
- 29 август: Папа Пий VI умира във Валанс като френски затворник. Генерал Шампионе, известен с якобинските си пристрастия, застава начело на армията в Италия.
- 13 – 14 септември: Генерал Журдан, лидер на якобинците в армията, призовава Съвета на петстотинте да обяви извънредно положение в национален мащаб, но той отказва. Военният министър Жан Батист Бернадот подава оставка, обвинен в подготовка на якобински преврат. В същото време роялисти в западна Франция планират ново въстание срещу Париж.
- 25 – 26 септември: Втората битка при Цюрих завършва с френска победа над коалиционната руско-австрийска армия. След няколко дни руската армия започва отстъпление през Алпите.

### Наполеон се завръща във Франция. Преврат на 9 – 10 ноември
- Еманюел Сийес инициира преврата, но остава извън правителството, but was left out of the final government
- Директорът Пол Барас е убеден да не се противи на преврата
- На 24 години Люсиен Бонапарт е избран за председател на Съвета на петстотинте и съдейства за преврата
- Жозеф Фуше, министър на полицията, се съгласява полицията да не се намесва.
- Бонапарт се изправя пред депутатите от Съвета на петстотинте (10 ноември 1799)
- Бонапарт като първи консул (1804), худ. Антоан Грос

- 9 октомври: Бонапарт пристига във Франция и на 16 октомври пристига в Париж, посрещнат с овации.
- 19 октомври: Роялистите в западната част на Франция завладяват Нант, но на следващия ден се оттеглят
- 23 октомври: Руският цар Павел I заповядва изтегляне на руските войски.
- 23 октомври: Люсиен Бонапарт е избран за председател на Съвета на петстотинте
- края на октомври: Роялистите в Бретан и Вандея бележат краткотраен успех в няколко града, но са отблъснати от френската армия.
- 1 ноември: Бонапарт и Сийес се договарят да извършат преврат срещу Директорията. Жозеф Фуше, министър на полицията, се съгласява да не се намесва.
- 9 ноември: Започва превратът от 18 брюмер. Военни части, верни на Бонапарт, окупират ключови точки в Париж. Люсиен Бонапарт предлага преместване на заседанията на Съветите извън Париж под предлог за разкрит терористичен заговор. Бонапарт оглавява армията в Париж. Според предварителната договорка двама директори – Сийес и Дюко – подават оставка, а Барас е уговорен от Талейран да се оттегли. Двамата якобински директори Гойе и Мулен са арестувани и затворени в Люксембургския дворец. В края на деня Бонапарт контролира Париж.
- 10 ноември: Членовете на двата Съвета са транспортирани към крепостта Сен Клу. Посрещнати са от 6000 войници, недоволни от забавянето на заплатите им. Бонапарт говори пред Съвета на старейшините, аргументирайки смяната на правителството. Изслушан е в мълчание и Съветът гласува в подкрепа на предложението. След това Бонапарт се обръща към Съвета на петстотинте, където е посрещнат с протестни викове и обиди от якобинците, които го заплашват с арест. Люсиен Бонапарт казва на войниците отвън, че Бонапарт е в опасност и те нахлуват в залата, разгонвайки депутатите. В отсъствието на опозиционни депутати две парламентарни комисии посочват Бонапарт, Сийес и Дюко за временни консули на новото правителство – Френски консулат.
- 11 – 22 ноември: Временните консули назначават Бертие за военен министър, Талейран за външен министър, Фуше за министър на вътрешните работи и Камбасерес за министър на правосъдието.
- 1 декември: Бонапарт отхвърля проекта за конституция, предложен му от Сийес.
- 24 декември: Консулите, вече под пълен контрол от страна на Бонапарт, приемат Конституция от година VIII, която дава силно предимство на изпълнителната власт под формата на консулат, в който Бонапарт е първи консул, Камбасерес е втори, а Лебрюн трети консул. Традиционно с този акт историците бележат края на Френската революция.[10]